# شهرستان لیک (کالیفرنیا)
شهرستان لیک در قسمت مرکز شمال ایالت کالیفرنیا، شمال منطقه خلیج سانفرانسیسکو در آمریکا واقع شده‌است.
این شهرستان نام خود را از کلیر لیک (به انگلیسی: Clear Lake)، بارزترین مشخصهٔ جغرافیایی شهرستان گرفته‌است.
مظابق با سرشماری سال ۲۰۱۰ جمعیت این شهرستان معادل ۶۴۶۶۵ نفر براورد شده‌است و بخشداری آن لیکپورت می‌باشد.
شهرستان لیک در سال ۱۸۶۱ از قسمت‌هایی از شهرستان‌های ناپا و مندوسینو شکل گرفته‌است.